# 內瓦多峰
38°35′S 71°35′W / 38.583°S 71.583°W

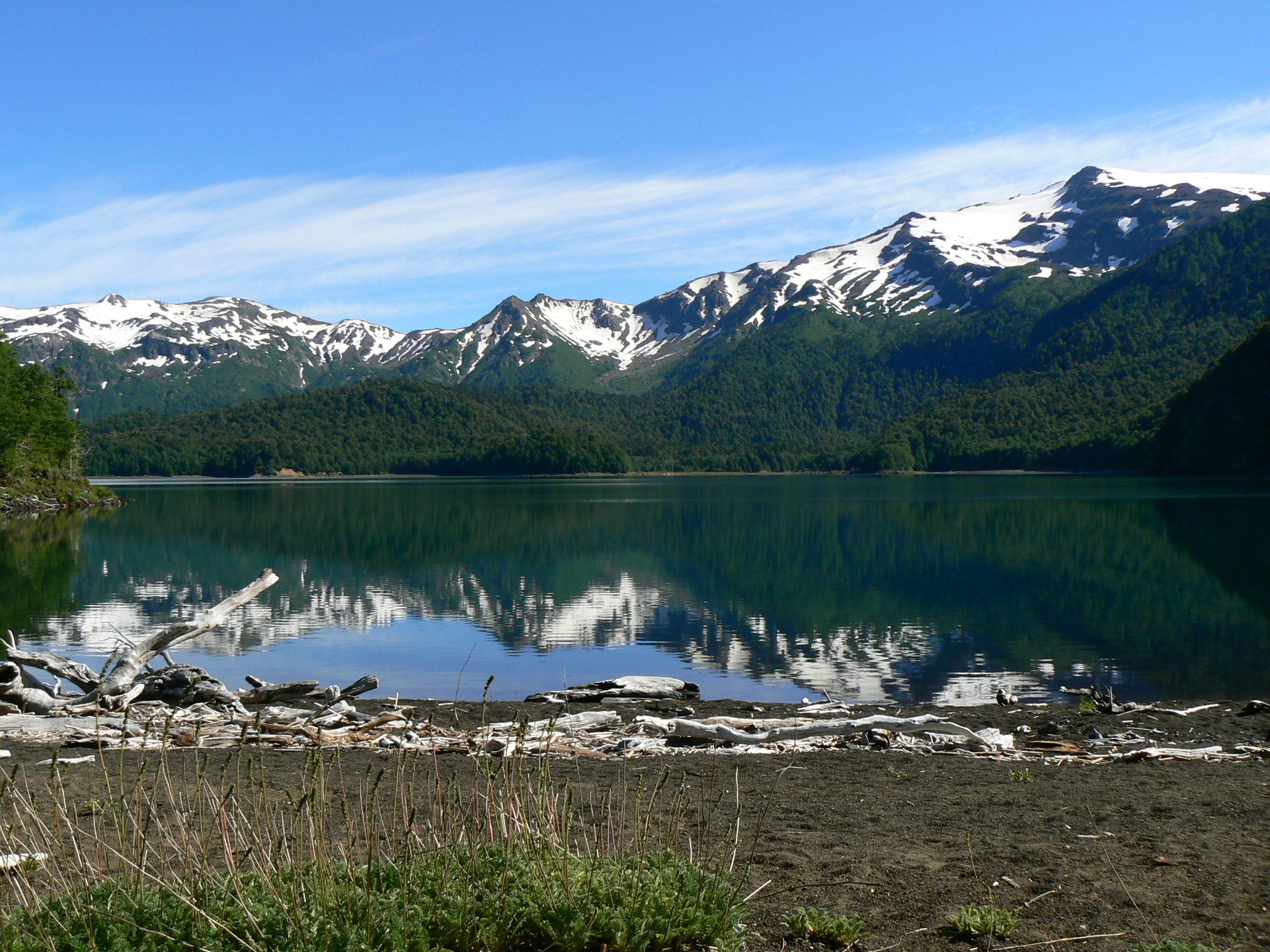

內瓦多峰是智利的火山，位於該國中部阿勞卡尼亞大區，鄰近亞伊馬火山，屬於安第斯山脈的一部分，海拔高度2,554米，最近一次火山爆發在更新世時期發生。